# Guy Héraud
Guy Maurice Héraud (* 29. Oktober 1920 in Avignon, Département Vaucluse; † 28. Dezember 2003 in Pau, Département Pyrénées-Atlantiques) war ein französischer Professor für Rechtswissenschaft und Politiker.
Héraud kandidierte bei der Präsidentschaftswahl 1974 für die Parti Fédéraliste Européen de France. Seine Kandidatur stand in Konkurrenz zu der des ebenfalls föderalistisch ausgerichteten Jean-Claude Sebag. Héraud erreichte lediglich 0,08 Prozent der Stimmen und schnitt von den zwölf angetretenen Kandidaten am schlechtesten ab. Mit der Kandidatur wollte der Minderheitenexperte Aufmerksamkeit für die Lage der ethnischen Minderheiten in Frankreich erregen.
In seinen Veröffentlichungen befasste sich Héraud mit Föderalismus, Regionalismus und ethnischen Minderheiten.

## Veröffentlichungen (Auswahl)
- L’ordre juridique et le pouvoir originaire. Sirey, Paris 1946.
- La Communauté Européene de Défense dans ses relations avec l'Alliance Atlantique et la „féderalision functionelle“ du continent. In: Revue du droit publique et la science politique en France et à l’étranger. Band 68, H. 4, 1952, S. 980–1011.
- Nature juridique de la Communauté Européenne d'après le projet de statut du 10 mars 1953. In: Revue du droit publique et la science politique en France et à l’étranger. Band 69, 1953, S. 581–607.
- La supranationalite dans l’organisation de l’Union de l’Europe Occidental (Accords de Paris du 23 octobre 1954). In: Revue du droit publique et la science politique en France et à l’étranger. Band 71, 1955, S. 304–329.
- Die Völker als Träger Europas. Braumüller, Wien 1967.
- Peuples et langues d’Europe. Denoël, Paris 1968.
- Die Prinzipien des Föderalismus und die Europäische Föderation. Braumüller, Wien 1979, ISBN 3-7003-0222-3.
- Ethnische Minderheiten in Frankreich und ihre Probleme. In: Hartmut Esser (Hrsg.): Die fremden Mitbürger. Möglichkeiten und Grenzen der Integration von Ausländern. Patmos-Verlag, Düsseldorf 1983, ISBN 3-491-77281-8, S. 60–70.
- La situation juridique de l'euskera en pays basque francais. In: Europa Ethnica. Band 46, 1989, S. 144–150.
- Die Regionalisierung Frankreichs. In: Fried Esterbauer (Hrsg.): Europäischer Regionalismus am Wendepunkt. Bilanz und Ausblick. Braumüller, Wien 1991, ISBN 3-7003-0907-4, S. 79–92.
- Modell einer allgemeinen Anwendung des Selbstbestimmungsrechts. Verlag Dt.-Europäischer Studien, Hamburg 1995, ISBN 3-922339-10-7.
- Die internationale Justiziabilität der "Maßnahmen für die Bevölkerung Südtirols (Paket)" und das Südtirolproblem. In: Europa Ethnica. Band 52, 1995, S. 157–177.

Festschrift
- Theodor Veiter (Hrsg.): Fédéralisme, régionalisme, et droit des groupes ethniques en Europe. Hommage à Guy Héraud. Braumüller, Wien 1989, ISBN 3-7003-0791-8.